# 傑基·羅賓森
傑克·羅斯福·羅賓森（英語：Jack Roosevelt Robinson，1919年1月31日—1972年10月24日），暱稱傑基·羅賓森（Jackie Robinson），是美國職棒大聯盟現代史上第一位非洲僑民球員，羅賓森出生於佃農家庭，在早年參加過棒球、籃球、美式足球及田徑比賽，也曾在太平洋战争中被徵召入伍；在1947年4月15日羅賓森穿著42號球衣以先發一壘手的身分代表布魯克林道奇隊上場比賽，是他在大聯盟的第一場比賽；在早期非洲僑民只獲准在黑人聯盟打球，因此傑基羅賓森踏上大聯盟使得近60年的美國棒球的種族分隔被打破；他所穿的42號球衣背號在1997年被美國職棒大聯盟退役，是北美四大職業運動中，第一個適用整個聯盟的球衣背號退役案例。

## 早年生活
傑克·羅斯福·羅賓森在1919年出生於喬治亞州開羅，中間名是紀念在他出生前25天去世的前美國總統西奥多·罗斯福，出生時家庭從事佃農，從他8歲時他的父親遺棄家庭，家庭搬到加利福尼亞州帕沙第納，母親做工養育他們兄弟姊妹；高中時期進入約翰繆爾技術高級中學就讀，畢業後，先到帕萨迪纳城市学院就讀，在1939年畢業後，到加利福尼亚大学洛杉矶分校就讀，在學生時期曾參與棒球、美式足球、田径和篮球比賽；在畢業之後，短暫參與了美式足球的聯賽，期間先到夏威夷州，之後回到加利福尼亞州。
1940年，羅賓森在NCAA跳遠決賽中以7公尺58公分的成績獲得冠軍。他原本被認為是即將代表美國參加1940東京奧運的田徑選手之一，但隨著世界大戰爆發，奧運會遭到取消。

## 軍旅生涯
1941年12月，美國夏威夷州的檀香山遭到大日本帝國海軍的突襲，使得太平洋战争爆發，傑基·羅賓森被徵召入伍，分發到位在堪薩斯州的萊利堡，在1943年被調往胡德堡，在1944年因為一起脫軌事件被送往軍事法庭，審判結果為無罪釋放，之後被調往肯塔基州的軍營擔任軍中的田徑教練，直到當年11月退伍。

## 球員生涯
傑基·羅賓森在1945年剛退伍時，受邀加入黑人聯盟堪薩斯市君主隊，在黑人聯盟的47場出賽中，擊出5支全壘打，打擊率0.387；儘管他的表現較好，但對於聯盟中不法活動的氾濫感到沮喪。布魯克林道奇隊的總經理布蘭奇·瑞基在1940年代中期開始嘗試尋找黑人加入球隊，從有潛力的黑人球員名單中，挑選了羅賓森進行面試；1945年10月23日，羅賓森正式與布魯克林道奇隊簽約。1946年是羅賓森進入美國職棒體系的第一年，當年的4月18日是他在小聯盟的第一場比賽；他在當年小聯盟球季，打擊率為0.349，守備率為0.985，獲選為最有價值球員。
羅賓森在1947年4月15日首次在美國職棒大聯盟出賽，當時交手波士頓勇士隊，他的背號為42號，以先發一壘手的身分出賽，成為第一位登上大聯盟的非洲僑民，現場有過半數的觀眾是非洲僑民，那場比賽他沒有安打，不過有保送上壘，球隊以5-3獲勝；在當年，球隊打進世界大賽，因此使他成為第一位參與世界大賽的非洲僑民，在進行七場比賽後不敵紐約洋基隊；羅賓森在當年度的打擊率為0.297，上壘率為0.383，長打率為0.427，獲得了該年度的新人王。
羅賓森在1948年球季，因埃迪·斯坦基被交易到波士頓勇士隊，使羅賓森改當二壘手；當年他的守備率為0.980，在國家聯盟排名二壘手的第二名，打擊率為0.296，盜壘22次；在8月29日交手聖路易紅雀的比賽中，達成完全打擊，球隊以12-7贏球。1949年在喬治·希斯勒的指導下，羅賓森的成績大幅成長，當年打擊率提高至0.342，另有盜壘成功37次及打點124分，二壘安打及三壘安打排在聯盟第二名，獲選國家聯盟的最有價值球員獎，當年度入選明星賽，使他成為第一位入選的非洲僑民。羅賓森在1950年的薪水為35000美元，是全隊最高，當年他的打擊率為0.328，盜壘成功12次，而策動了133次雙殺守備是國家聯盟最多。
羅賓森在1951年球季，他策動了137次雙殺守備，連續兩年為國家聯盟最多；當年他的打擊率為0.335，盜壘25次，球隊在國家聯盟冠軍賽交手紐約巨人隊，在決勝場遭到巴比·湯森的再見全壘打逆轉，無緣當年度世界大賽。羅賓森在1952年球季，打擊率和盜壘成功次數分別為0.308及24次，較接近於生涯平均；上壘率為0.436，是他在美國職棒大聯盟的生涯最高；當年球隊打進世界大賽，在進行七場比賽之後，不敵紐約洋基隊。羅賓森在1953年球季開始，因另一名非洲僑民球員吉姆·吉列姆加入，守備位置變得不固定，除投手及捕手以外的守備位置皆守過；羅賓森在1953年球季，打擊率和盜壘成功次數分別為0.329及17次，球隊再次於世界大賽中不敵紐約洋基隊。
羅賓森在1954年球季，打擊率為0.311，盜壘成功7次；最具代表性的一場比賽是在6月17日，那場比賽他擊出了兩支全壘打及策動兩次雙殺守備。羅賓森在1955年球季開始因年紀增長而退化，這一年他的打擊率下降至0.256，盜壘成功12次；球隊在當年度世界大賽擊敗紐約洋基隊，這是球隊隊史的第一次世界大賽冠軍，也是羅賓森在美國職棒大聯盟的唯一一次。1956年球季是羅賓森的最後一個球季，當年他打擊率0.275，盜壘成功12次；球隊打進世界大賽交手紐約洋基隊，第七場比賽是他在職業生涯的最後一場比賽，球隊在該場比賽落敗；如果他在當年沒有選擇退休，可能會被交易到紐約巨人繼續他的職業生涯。
羅賓森在美國職棒大聯盟總共出賽10個球季，從28歲開始在大聯盟出賽，在歷年的新秀中年紀相對偏大，從1947年開始到1956年，全效力於布魯克林道奇隊，生涯參與六次世界大賽及六次明星賽，入選為20世紀的世紀球隊；他有六個球季得分超過100分，在生涯的前七年平均得分超過110分；他在生涯十個球季的打擊率、上壘率和長打率分別為0.311、0.409及0.474；累計197次盜壘成功，不藉由雙盜壘戰術發動盜本壘成功有19次。

## 種族歧視事件
由於當時社會的種族歧視仍然普遍存在，當羅賓森加入布魯克林道奇隊時，大聯盟仍有球員不滿非洲僑民的加入，聖路易紅雀隊曾揚言若與羅賓森對戰將會罷賽，並試圖擴展到整個國家聯盟；此時國家聯盟理事長福特佛利克與大聯盟主席錢德勒表示任何罷賽的球員都將受到禁賽處份，福特佛利克表示所有美國公民應擁有公平的出賽權利；儘管部分的紅雀隊球員否認了罷賽計畫，不過在交手時羅賓森仍受到針對性人身攻擊，甚至被伊諾斯·史勞特劃出一道長七英寸的傷口。
不只是與聖路易紅雀隊交手時會發生種族歧視的衝突，與其他球隊交手也會發生種族歧視的衝突，在一次對上費城費城人隊的比賽中，費城人的教練及球員使用髒話對羅賓森進行人身攻擊；儘管發生了種族歧視，但多數非拉丁裔白人較為接受非洲僑民的加入，因此，美國聯盟在羅賓森首次參與大聯盟比賽的同年7月5日也迎來首位非洲僑民球員，即效力於克里夫蘭印地安人隊的拉瑞·多比。

## 家庭
羅賓森是家中的么子，他有四個兄姊，其中一位哥哥馬克·羅賓森在1936年夏季奧運會中以破世界紀錄的成績獲得200公尺短跑的銀牌，輸給另一位美國人傑西·歐文斯。
羅賓森在1946年2月10日與瑞秋·伊蘇姆結婚，兩人在加利福尼亚大学洛杉矶分校認識，當時瑞秋正在該校就讀護理系；育有三子，長子是小傑基·羅賓森，出生於1946年，從小因有情緒問題而被送往特殊教育學校，曾參加越南战争，並在其戰爭中受傷，之後陷入毒品成癮的麻煩，在1971年6月的一場車禍中過世，得年24歲；另外兩個是沙朗·羅賓森和大衛·羅賓森，分別出生於1950年及1952年。

## 退役至逝世

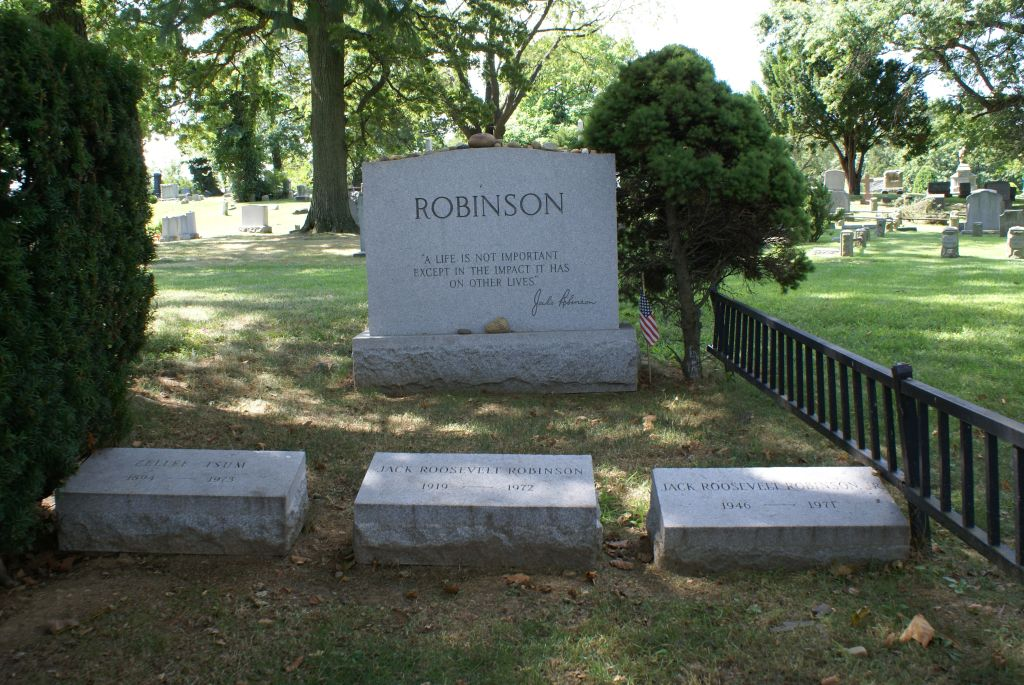
位於賽普拉斯丘陵公墓的傑基·羅賓森的家族墓地

在退役後的隔年，羅賓森被診斷出糖尿病，他的兄弟也有這樣的疾病；儘管透過胰岛素做為治療的方案，但在當時的醫療技術難以阻止糖尿病的病情惡化
。1962年是羅賓森能成為棒球名人堂資格的第一年，在第一輪的投票中，以77.5%的得票率入選棒球名人堂，是第一位入選的非洲僑民；在晚年，羅賓森搬遷到北史丹佛居住，1968年開始，心臟病開始困擾著他的生活，使他雙眼幾乎失明；1972年6月4日，道奇球團將他的球衣背號42號退役，代表這件球衣永遠與羅賓森同在。同年10月10日，羅賓森於在的自家中，因心臟病發作而過世，享年53歲，而後被安葬於位在布魯克林的賽普拉斯丘陵公墓，與他的大兒子及岳母葬在一起。

## 後續影響
傑基·羅賓森是美國職棒大聯盟的第一位新人王得主，1987年是羅賓森進入大聯盟的四十週年，大聯盟官方為紀念其的貢獻，把年度新人王獎項，命名為「傑基羅賓森獎」；1997年羅賓森進入大聯盟的五十週年，42號球衣在大聯盟全面退役，代表所有球隊的新進選手均不再使用這個背號；基於祖父條款，原有13名選手能繼續擁有42號作為球衣背號直到退休；這是北美四大職業運動的第一個全聯盟球衣背號退役的案例，在此之後，國家冰球聯盟及國家籃球協會各發生一次，分別是韦恩·格雷茨基的99號球衣背號在2000年退役及比尔·拉塞尔的6號球衣背號在2022年退役。紐約洋基隊投手马里安诺·李维拉是最後一個使用42號球衣的選手，他於2013年引退後，42號就成為永久退役的大聯盟球衣背號；同年，貫穿他下葬地點賽普拉斯丘陵公墓的因特博羅公園大道也被更名為傑基·羅賓森公園大道。
從2004年開始，美國職棒大聯盟官方將4月15日定為「傑基羅賓森日」，允許祖父條款以外球員身穿42號球衣背號；2007年4月15日，為了慶祝羅賓森進入大聯盟六十週年，並在小肯·葛瑞菲的建議下，許多球員或教練改穿42號球衣出賽，以紀念羅賓森，其中洛杉矶道奇、紐約大都會、休士頓太空人、費城費城人、聖路易紅雀及密爾瓦基釀酒人隊則是全隊都換穿42號球衣。到2009年之後的每年「傑基羅賓森日」，大聯盟每一位穿著球衣的人員都穿42號球衣，直到今日仍在繼續。
2016年4月15日，費城隊對用言語極盡羞辱羅賓森這件事正式道歉。
2020年8月28日，大都會隊與馬林魚隊之戰，因非裔男子布雷克被警方槍擊事件，開賽後兩隊球員靜默42秒，隨之離場罷賽表達抗議，表達對美國警方槍擊布雷克事件的抗議，持續時間設定在42秒的意義是向大聯盟首名非洲僑民球員傑基·羅賓森致敬。除了大都會隊與馬林魚隊，另外也有14隊罷賽，其他職業運動亦響應罷賽。

## 相關作品
在娛樂界，有一些有關於傑基·羅賓森的作品：
- 1950年上映一部電影：《傑基羅賓森的故事》（The Jackie Robinson Story），羅賓森在電影中飾演他本人，這也是第一部描寫黑人成為美國英雄的電影。[83]
- 2013年4月12日，美國上映一部以傑基羅賓森進入大聯盟經歷為基礎拍攝的電影《42號傳奇》（42）。[84]

## 外部連結
- （英文）The Official Site of Jackie Robinson （页面存档备份，存于） 傑基羅賓森官方網站
- （英文）TIME 100: Jackie Robinson （页面存档备份，存于） 時代雜誌百大英雄：傑基羅賓森
- （英文）Jackie Robinson Statistics and History  - Baseball-Reference.com （页面存档备份，存于） Jackie Robinson 生涯數據